# Bitstream Charter
Bitstream Charterは、1987年にマシュー・カーターがビットストリームのためにデザインしたセリフ書体である。この書体はピエール・シモン・フルニエの文字に基づいており、18世紀に生まれた。ビットストリームによる分類ではトランジショナルセリフ書体（Bitstream Transitional 801）に分類されているが、スラブ・セリフ書体の特徴も持っていることからそのように分類されることもある。
この書体はもともと1980年代の低解像度300dpiレーザープリンターによる印刷向けに最適化されているが、力強く読みやすいデザインであるため近年の高解像度レーザープリンターおよび低解像度インクジェットプリンターのどちらにも適している。メモリーの小さいコンピュータおよびプリンターに最適化された構造でもある。カーターによると、非常に単純化された形で曲線の個数は少なく直線が多く、Times New Romanなどと比較して非常に経済的である。ただし、プリンターの発展が急速であったため、カーターがデザインを完了する前にこのような経済性は不要になった。この単純化されたセリフ字形は、カーターの画期的デザインであるマイクロソフトのGeorgiaを予見させるものである。
1992年、ビットストリームは、フォントの改変および再配布を認める条件のもとで、1つのバージョンの書体およびCourierをXコンソーシアムに寄付した。その結果、Charis SILなどのオープンソースのBitstream Charter派生フォントが生まれた。
この書体は人気があり、2004年には新たにオールドスタイルの数字およびスモールキャピタルを含む文字集合に拡張したCharter Proがリリースされた。
後年、カーターはモノタイプ・イメージングからCharterのサンセリフ版のリリースを依頼されて製作を試みたが、満足できるフォントができなかった。そのため、Charterを補完するというアイディアは破棄し、より急進的なデザインであるCarter Sansを製作した。

## 歴史
この書体は、18世紀のパンチカッター（活字母型職人）、活字鋳造職人、およびタイポグラフィ理論家であり、フォントサイズの標準計量システムである「ポイントシステム」を発明したPierre Simon Fournierの文字に基づいている。